# 조위 (삼국지 인물)
조위(趙韙, ? ~ 201년) 혹은 조영(趙穎)은 중국 후한 말 유장 휘하의 관료로 익주 파군 안한현(安漢縣) 사람이다. 유장의 아버지인 유언 대부터 종사했으며 유장의 익주목 취임에도 힘을 실어준 익주의 주요 인사였는데 유장에게 반기를 들었다가 패사하였다.

## 생애
188년(중평 5년), 중앙에서 태창령(太倉令)을 지내다가 관두고 신임 익주목 겸 감군사자(監軍使者) 유언을 따라 촉으로 들어갔다. 194년(흥평 원년), 유언이 병사하였다. 장하사마(帳下司馬) 조위와 치중종사(治中從事) 왕상(王商) 등은 유언의 아들 유장이 온화하고 어질다며 후임으로 추대하였다. 조정의 인가를 받아 유장은 아버지의 관직에 올랐고 조위는 정동중랑장(征東中郞將)이 되었다. 조위가 형주목 유표에 대항하여 파군 구인현(朐䏰縣, 朐忍縣)에 주둔하였다.
유장에게 여러 간언을 했는데 수용되지 않아 사이가 벌어졌다. 당초 유언은 남양군과 삼보(三輔) 일대에서 익주로 흘러들어온 유민 수만 호를 친위 세력화하였다. 이들은 동주병(東州兵) 내지 동주사(東州士)라 불렸는데 유장은 유순하고 위엄이 없어 동주인들이 익주 토박이들을 침탈하는 것을 막지 못했다. 익주 사람들의 원한은 날로 커지니 유장은 평소 민심을 얻고 있던 조위에게 이 문제를 맡겼다. 조위는 도리어 반란을 꾀하였다. 유표와 화친하고 익주의 대성(大姓)들과도 은밀히 결탁해서는 200년(건안 5년), 유장을 공격하였다. 촉군, 광한군, 건위군도 거기에 호응했고 규모는 수만 명이었다. 유장은 성도성에서 농성하고 동주인들은 조위에게 주멸될까 두려워 한마음으로 사력을 다해 항전하였다. 결국 조위가 패퇴하고 강주현(江州縣)까지 역공당한 끝에 수하인 방락(龐樂)과 이이(李異)에게 피살당했다. 201년의 어느 날이었다.

## 파군 분할 건의
파군을 둘로 나누자고 제안한 적이 있다. 파라는 군 이름은 고향 땅에서 유지하길 바랐으므로 점강현(墊江縣) 이상 지역을 계속 파군이라 하고 치소는 안한현에 두자고 하였다. 태수는 방희였다. 유장이 강주현부터 임강현(臨江縣)까지를 영녕군(永寧郡), 구인현부터 어복현(魚復縣)까지를 고릉군(固陵郡)으로 분할함으로써 파군이 비로소 셋으로 갈라졌다. 201년, 어복현 사람 건윤(蹇胤)이 군 이름을 조정하자고 하였다. 이에 유장은 영녕군을 파군으로, 고릉군을 파동군으로, 방희가 담당하던 파군을 파서군으로 개편하였다. 이로써 삼파(三巴)가 정립되었다. 한편 조위가 건의한 때는 《화양국지》가 초평 원년, 초주의 《파기》(巴記)가 초평 6년이라 하였다. 그런데 초평 원년은 유언이 살아있을 적이며, 초평엔 6년이 없다. 모두 전후 사정이 일치하지 않아 그 시기는 명확하지 않다.

## 삼국지연의
사서가 아닌 소설 《삼국지연의》에서는 제59회에서 유언 사후 조위 등이 유장을 익주목으로 세웠다고만 언급된다.

## 참고 문헌
- 왕찬, 《영웅기》 ; 배송지 주석 《삼국지》31권 촉서 제1 유이목전에서 인용
- 상거, 《화양국지》5권 공손술유이목지